# Anne Haanpää
Anne-Kristiina Haanpää, geb. Bäckman, (* 25. Mai 1959 in Tampere) ist eine ehemalige finnische Eishockeyspielerin, die über viele Jahre für Ilves Tampere und die Keravan Shakers in der Naisten SM-sarja aktiv war und dabei insgesamt acht Mal Finnischer Meister wurde. Mit der finnischen Frauennationalmannschaft nahm Haanpää an fünf Europa- und vier Weltmeisterschaften teil und gewann dabei vier Gold- und fünf Bronzemedaillen. Nach ihrem Karriereende war sie als Eishockeyschiedsrichterin aktiv, seit 2009 ist sie Schiedsrichter-Supervisor bei der Internationalen Eishockey-Föderation.

## Karriere
Anne Haanpää (geborene Bäckman) wuchs in einem Vorort von Tampere auf und begann im Alter von vier Jahren mit dem Eishockeysport. „Wir wohnten nur 200 Meter von einem Sportplatz entfernt ... und im Winter war es eine sehr beliebte Eislaufbahn. Eines Tages zog mir meine Mutter Schlittschuhe an und gab mir einen Hockeyschläger für die Balance“. Später „war [sie] sehr enttäuscht, weil es Mädchen nicht gestattet war, in Jungenteams zu spielen“.
Das erste Frauenteam Finnlands wurde 1971 in Tampere gegründet und Haanpää schloss sich diesem an. Am Ende der 1970er Jahre spielte dieses Team erstmals gegen kanadische Frauenteams, ehe 1982 die Naisten SM-sarja gegründet wurde. Haanpää spielte in dieser Zeit meist für Ilves Tampere, aber in der Saison 1982/83 und 1986/87 war sie bei Porin Ässät aktiv – 1982/83 besuchte sie eine Wirtschaftsschule, 1986/87 aufgrund der Geburt ihres Sohnes.
1987 wurde die finnische Frauennationalmannschaft gegründet, der Haanpää von Anfang an angehörte und mit der sie die erste IIHF-Frauen-Europameisterschaft 1989 gewann. Bei der ersten Weltmeisterschafts-Teilnahme der finnischen Löwinnen 1990 in Ottawa führte sie ihr Team als Kapitänin aufs Eis. Im Spiel um den dritten Platz besiegte Finnland Schweden mit 6:3 und gewann damit die Bronzemedaille. Insgesamt absolvierte Haanpää fünf Europa- und vier Weltmeisterschaften und gewann dabei vier Gold- und fünf Bronzemedaillen.
1998 wurde sie kurz vor Beginn der Olympischen Winterspiele in Nagano, dem ersten olympischen Fraueneishockeyturnier, durch Nationaltrainer Rauno Korpi aus dem finnischen Kader gestrichen. Aufgrund dieser Enttäuschung beendete sie ihre Karriere und erhielt diverse Angebote, als Trainer oder Schiedsrichter zu arbeiten. Sie lehnte jedoch beides zunächst ab, ehe sie einige Monate später das Angebot vom finnischen Schiedsrichterobmann annahm. Zwischen 1999 und 2006 leitete sie regelmäßig Spiele der Naisten SM-sarja und wurde auch die Weltmeisterschaften 2000 und 2001 nominiert. 2002 nahm sie als Schiedsrichterin an den Olympischen Winterspielen in Salt Lake City teil.
Weitere Einsätze hatte sie im Rahmen der Olympiaqualifikation 2004, bei den Winter-Asienspielen 2003, dem 4 Nations Cup 2002 und dem IIHF European Women Champions Cup 2005.
Seit 2009 ist Haanpää Schiedsrichter-Supervisor bei der IIHF, unter anderem bei der Weltmeisterschaft 2013 in Ottawa, und arbeitet als Sportstättenmanagerin der Nääshalli für die Stadt Tampere. In ihrer Freizeit spielt sie weiter Eishockey.
2014 wurde sie in der Kategorie Schiedsrichter als 227. Person insgesamt in die Finnische Eishockey-Ruhmeshalle aufgenommen.

## Erfolge und Auszeichnungen
- 1983 Beste Torschützin (Tiia Reima Award) und Topscorerin (Marianne Ihalainen Award) der SM-sarja (33 Tore, 42 Punkte)
- 1985 Beste Torschützin und Topscorerin der SM-sarja (38 Tore, 49 Punkte)
- Achtfacher Finnischer Meister mit Ilves Tampere und den Keravan Shakers (1985, 1986, 1988, 1990, 1991, 1994, 1995, 1996)
- 2014 Aufnahme in die Finnische Eishockey-Ruhmeshalle (als 227.)

### International
| - 1989 Goldmedaille bei der Europameisterschaft - 1990 Bronzemedaille bei der Weltmeisterschaft - 1991 Goldmedaille bei der Europameisterschaft - 1992 Bronzemedaille bei der Weltmeisterschaft - 1993 Goldmedaille bei der Europameisterschaft | - 1994 Bronzemedaille bei der Weltmeisterschaft - 1995 Goldmedaille bei der Europameisterschaft - 1996 Bronzemedaille bei der Europameisterschaft - 1997 Bronzemedaille bei der Weltmeisterschaft |

## Karrierestatistik
(Legende zur Spielerstatistik: Sp oder GP = absolvierte Spiele; T oder G = erzielte Tore; V oder A = erzielte Assists; Pkt oder Pts = erzielte Scorerpunkte; SM oder PIM = erhaltene Strafminuten; +/− = Plus/Minus-Bilanz; PP = erzielte Überzahltore; SH = erzielte Unterzahltore; GW = erzielte Siegtore; 1 Play-downs/Relegation; Kursiv: Statistik nicht vollständig)